# Muhammad ibn Yūsuf Atfaiyasch
Muhammad ibn Yūsuf Atfaiyasch (arabisch محمد بن يوسف أطفيش, DMG Muḥammad ibn Yūsuf Aṭfaiyaš, geb. 1821/1822 in Ghardāya; gest. 1914 in Beni Isguen) war einer der bedeutendsten Gelehrten bei den Ibaditen des Mīzāb in Algerien im späten 19. und frühen 20. Jahrhundert. Er verfasste zahlreiche Werke zu Koranexegese, Hadith, Dogmatik und Fiqh sowie viele Sendbriefe, mit denen er zu anderen ibaditischen und nicht-ibaditischen Gelehrten in Kontakt trat. Da sich Atfaiyasch um ein zeitgemäßes Verständnis der früheren ibaditischen Quellen bemühte, wird von modernen ibaditischen Autoren häufig auf seine Werke Bezug genommen. Atfaiyasch spielte auch eine wichtige Rolle beim Kampf gegen die Kolonialherren in Französisch-Algerien und leistete den Libyern Beistand bei ihrem Kampf gegen die Italiener. Bei den heutigen Ibaditen hat Atfaiyasch den Ehrentitel quṭb al-aʾimma („Pol der Imame“). Sowohl in der arabischen als auch in der westlichen Wissenschaft wird er als Repräsentant einer ibaditischen Reformbewegung betrachtet.

## Abstammung und Name
Atfaiyasch gehörte einer Gelehrtenfamilie an. Ein Vorfahre väterlicherseits namens Muhammad ibn ʿAbd al-ʿAzīz, der im 15. Jahrhundert lebte, war sowohl ein Gelehrter als auch Scheich der ʿAzzāba. Sein Vater Yūsuf ibn ʿĪsā, der ein ibaditischer Gelehrter von Bedeutung zu seiner Zeit war, ist für seine Reformversuche bekannt, die seine Verbannung nach Ghardāya verursachten. Atfaiyaschs Mutter hieß Sattī bint Saʿīd ibn ʿAddūn und kam aus dem Stamm Āl Yadar in Banī Yasdschan und gehörte ebenfalls einer Gelehrtenfamilie an.
Sein vollständiger Name lautet Amhammad ibn Yūsuf ibn ʿĪsā ibn Sālih ibn ʿAbd ar-Rahmān ibn ʿĪsā ibn Ismāʿīl ibn Muhammad ibn ʿAbd al-ʿAzīz ibn Bakīr al-Hafsī Atfaiyasch. Seine Herkunft wird auf ʿUmar ibn Hafs al-Hintātī zurückgeführt, der der Begründer der Hafsidendynastie in Tunesien (1229-1574) war. In manchen seiner Werke führt Atfaiyasch seine Abstammung weiter bis auf ʿUmar ibn al-Chattāb zurück.
Der Namensbestandteil Atfaiyasch hat seinen Ursprung in der mozabitischen Berbersprache und besteht aus drei Teilen: attaf bedeutet „nimm“, aiyā bedeutet „komm“ und asch bedeutet „iss“. Vielleicht ist der Name eine Metonymie, die für Gastfreundschaft und Freigebigkeit steht.
Obwohl sein ism-Name Muhammad war, schrieb Atfaiyasch ihn „Amhammad“ mit Alif am Anfang des Namens (arabisch أمحمد). Als er danach gefragt wurde, warum sein Vorname so geschrieben werde, antwortete er darauf, dass diese Abänderung darauf abziele, den Namen des Propheten und dessen Person zu schützen, denn wenn jemand, der Muhammad heißt, verflucht oder beleidigt werde, erstrecke sich diese Beleidigung und Verfluchung auch auf den Propheten.

## Leben

### Geburt und frühe Kindheit

Atfaiyaschs Geburtsort Ghardaia

Die Autoren sind sich sowohl über Atfaiyaschs Geburtsjahr als auch seinen Geburtsort uneinig. Die Meinung, dass er im Jahre 1236 der Hidschra (= 1820/21 n. Chr.) geboren wurde, teilen einige, während andere seine Geburt im Jahr 1237 (= 1821/22 n. Chr.) für definitiv erklären. Ein großer Teil der Autoren hält sich an das letztere Datum. Ähnlich ist die Situation bei seinem Geburtsort. Die Mehrzahl der Autoren behauptet, dass er in Beni Isguen geboren worden sei, da Atfaiyasch in seinen Sendbriefen sowie einigen seiner Werke die Nisbe al-Yasdschanī verwendet, die sich auf Beni Isguen bezieht. Aller Wahrscheinlichkeit nach ist jedoch Ghardāya sein tatsächlicher Geburtsort, da er selbst in einem seiner Werke erwähnt, dass er in Ghardāya zur Welt gekommen ist.
Die ersten vier Jahre seiner Kindheit verbrachte Atfaiyasch aufgrund der Verbannung seines Vaters aus Beni Isguen in Ghardāya. Kurze Zeit, nachdem die Atfaiyaschs wieder nach Beni Isguen zurückgezogen waren, starb sein Vater, nämlich im Jahre 1825. Für ihn sorgten nach dem Tod seines Vaters seine Mutter und seine Brüder.

### Ausbildung
Atfaiyasch genoss bereits seit seiner frühen Kindheit ein häusliches Umfeld von Gelehrsamkeit durch die Familie seiner Mutter, deren Bruder ʿUmar ibn Saʿīd ein wichtiger Mufti in Mīzāb war und deren Onkel Yūsuf ibn Hamū ein Gelehrter war, der einige Werke verfasste. Das muss einen Einfluss auf Atfaiyasch gehabt haben.  Atfaiyaschs Mutter gebührt nach vielen ibaditischen Biographen das Verdienst um seine frühe religiöse Ausbildung.
Im Alter von fünf Jahren schickte Atfaiyaschs Mutter ihn in die Koranschule. Da seine Muttersprache Berberisch war, musste er erst einmal Arabisch lernen. Nach seinem Biographen Bakīr Aghūscht war Atfaiyasch außergewöhnlich begabt, hatte ein gutes Gedächtnis, war sehr wissbegierig und zeichnete sich gegenüber seinen Mitschülern durch großen Fleiß aus. Als er acht Jahre alt war, soll er den Koran auswendig beherrscht haben.
Die zweite Phase seiner religiösen Ausbildung fing nach der Memorierung des Korans damit an, dass er jeden Tag in die Moschee ging, in der der religiöse Unterricht der ʿAzzāba stattfand. Zu seinen Lehrern gehörten Muhammad ibn ʿĪsā Āzbār (gest. 1878), der Scheich des Madschlis ʿAmmī Saʿīd war, Sulaimān ibn ʿĪsā (gest. 1848), der Scheich der ʿAzzāba in Beni Isguen war, ʿUmar ibn Sulaimān Nūh (gest. 1875), der das Amt des Qādī in Beni Isguen ausgeübt hatte, und ʿUmar ibn Sālih (gest. 1834), der die Funktion des Ober-Qādīs in Ghardāya innehatte. Alle diese Gelehrten waren Schüler von ʿAbd al-ʿAzīz ath-Thamīnī (1717–1808) waren. In welchen Fächern sie Atfaiyasch unterrichteten, geht leider aus den Quellen und Sekundärliteratur nicht hervor.
Atfaiyasch führte seine breit gefächerte Ausbildung auf seinen Bruder Ibrāhīm ibn Yūsuf Atfaiyasch (gest. 1886) zurück, den er hochschätzte und über den er sogar eine Qasīda schrieb. Nach der Rückkehr seines Bruders von einer Studienreise in Oman und Ägypten nach Beni Isguen erlernte Muhammad bei ihm die arabische Syntax (naḥw), Fiqh, Koranexegese (tafsīr), Hadith, Kalām und islamische Geschichte. Im Gegensatz zu seinem Bruder und anderen algerischen Gelehrten, die nach ihrer Grundausbildung üblicherweise zur Weiterbildung bei anderen Gelehrten in die religiösen Zentren der islamischen Welt reisten, blieb Muhammad Atfaiyasch in seiner Heimat. Dies mag daran liegen, dass er sich solche Studienreisen nicht leisten konnte.
Ein anderer Weg für ihn, sein Wissen zu erweitern, war das Selbststudium von Werken anderer Gelehrter im Wādī Mīzāb. Jedoch war der Zugang zu ihren in Privatbibliotheken liegenden Büchern nicht einfach, da ihre Besitzer sie anderen nicht gern zur Verfügung stellten. Jedoch gelang es ihm, sich einen Zugang zur Privatbibliothek des damals schon verstorbenen ʿAbd al-ʿAzīz ath-Thamīnī zu verschaffen, aus dessen Werken er für sich viel Wissen zog. Die drei Ehen, die Atfaiyasch nacheinander schloss, halfen ihm ebenfalls dabei, Zugang zu Büchern zu erhalten, denn alle drei Frauen waren Töchter von Gelehrten, die im Besitz wertvoller Privatbibliotheken waren. Zwei seiner Frauen erbten auch die Bibliotheken ihres Vaters. Außerdem nahm Atfaiyasch Kontakte zu anderen Gelehrten auf, insbesondere in Oman, und sandte ihnen Sendbriefe mit der Bitte, ihm Bücher zuzusenden. Außerdem erhielt er von Reisenden Bücher aus Ägypten und Marokko.

### Wirkung als Gelehrter
Schon mit dem Alter von 15 Jahren begann Atfaiyasch damit, in der Schule seines Bruders zu unterrichten. Ourghi zufolge half er seinem Bruder nur beim Unterrichten des Korans und der arabischen Sprache. Als er 16 Jahre alt war, brachte er den langen Traktat von Ibn Hischām (gest. 1360) zur arabischen Syntax mit dem Titel Muġnī al-labīb ʿan kutub al-aʿārīb in die Form von 5000 Versen. Im Jahre 1850 gründete er seine eigne Schule und nutzte dafür eines seiner drei Häuser in Beni Izguen. Die Schule wurde von Schülern sowohl aus dem Wādī Mīzāb als auch aus anderen ibaditischen Gebieten außerhalb Algeriens wie der Insel Djerba, dem Dschabal Nafusa, Oman und Sansibar besucht. Für die Zulassung zum Studium in seiner Schule setzte Atfaiyasch die auswendige Beherrschung des ganzen Korans voraus. Bei ihm lernten die Schüler die arabische Sprache, islamische Wissenschaften und Ethik. Besondere Bedeutung maß Atfaiyasch dabei dem andalusischen Schrifttum zu.
Die Schüler teilte er in drei Gruppen auf und legte für sie unterschiedliche Curricula fest. Die Gruppe der Anfänger unterrichtete er in Grammatik (mit der al-Āǧurrūmīya als Grundlagentext), Hadith, Dichtung, Literatur, Ethik und Glaubenslehre, wobei er für Letzteres die ʿAqīdat at-Tauḥīd von al-Dschitālī (gest. 1349) oder die ʿAqīdat al-ʿAzzāba von ʿAmr ibn Dschamīʿ (gest. ca. 1300). Bei der zweiten Gruppe, die ein mittleres Lernniveau hatte, arbeitete er mit schwierigeren Texten, so in der Grammatik mit dem Werk Qaṭr an-nadā von ibn Hischām und bei der Glaubenslehre mit der Nūnīya-Qasīda von Abū n-Nasr ibn Nūh. Die Gruppe der Älteren lernten bei ihm Grammatik mit der Alfiyya des Ibn Mālik und Rhetorik mit der Samarqandīya.
Nach Abū l-Qāsim Saʿdallāh führte Atfaiyaschs strenge Ablehnung von religiösen Praktiken, die er als Bidʿa-Neuerungen betrachtete, zu Todesdrohungen gegen ihn, so dass er gezwungen gewesen sei, aus Beni Izguen auszureisen. Zunächst sei er in Būnūra geblieben, wo er willkommen geheißen worden sei. Dann sei sich zwischen den Städten des Wādī Mīzāb hin- und hergereist. Auf diesen Reisen habe er Kontakte mit den ʿAzzāba aufgenommen und Predigten sowohl für Männer als auch für Frauen gehalten. Auch Mustafā Wīntan erwähnt dieses Exil. Es habe sieben Jahre lange gedauert, bis Atfaiyasch nach Beni Izguen zurückkehren konnte. Im Jahre 1878 wurde Atfaiyasch zum Scheich der ʿAzzāba und zum Prediger der Moschee von Beni Izguen ernannt.

### Reisen, Begegnungen und Korrespondenz
Atfaiyasch unternahm in seinem Leben zwei Haddsch-Wallfahrten nach Mekka. Das erste Mal begab er sich 1873 auf die Wallfahrt. Auf seiner zweiten Wallfahrt im Jahre 1882 verbrachte er einige Zeit in Tunis. Dort traf er Gelehrte von der Zaitūna. Bei diesen Reisen traf er auch mit verschiedenen sunnitischen Gelehrten aus Algerien zusammen, wie zum Beispiel ʿAbd al-Qādir ibn Muhammad al-Maddschāwī (1884–1913), der ein Lehrer an der offiziellen Schule al-Madrasa ath-Thaʿlālibīya war, dem mālikitischen Muftī von Constantine Maulūd ibn Muhammad ibn Mauhūb (1863–1930) und dem sufischen Gelehrten Abū ʿAbdallāh Muhammad ibn al-Qāsim (1823–1897). Letztgenannter war Scheich der Zāwiya al-Hāmil und bat Atfaiyasch, dort Predigten zu halten.
In Mekka und Medina führte Atfaiyasch ebenfalls Gespräche mit sunnitischen Gelehrten wie Muhammad ibn Ahmad ʿUllaisch (1802–1882) und dem schafiitischen Mufti von Mekka Ahmad Zainī Dahlān (1817–1886). Letzterer hörte seine Predigt in der Heiligen Moschee von Mekka und stellte ihm danach Fragen dazu. Auf der Rückreise seiner zweiten Wallfahrt verbrachte Atfaiyasch einige Zeit in Dschabal Nafūsa. Dort soll er sich mit der Familie al-Barūni getroffen haben.
Atfaiyasch stand auch in Korrespondenz mit den ibaditischen Gelehrten Omans, so insbesondere mit dem omanischen Gelehrten ʿAbdallāh ibn Humaid as-Sālimī (gest. 1914). Außerdem stand er im Briefwechsel mit den Sultanen von Sansibar, die er um finanzielle Unterstützung bei der Veröffentlichung seiner Werke bat.

### Kampf gegen die französische Kolonialmacht
Atfaiyasch war ein erbitterter Gegner des Protektoratskommens, das die französische Kolonialmacht in Algerien am 24. Januar 1853 mit den Notabeln des Wādī Mīzāb schloss. Während einige ibaditische Gelehrte dieses Abkommen unterstützten, protestierte Atfaiyasch gegen dieses Abkommen und rief die Mozabiten zum Dschihād gegen die Franzosen auf. Deswegen stellten ihn die Franzosen für einige Tage unter Hausarrest. Als 1872 die Pères Blancs in Beni Izguen ein kleines Haus mieteten, um dort missionieren zu können, rief Atfaiyasch die Ibaditen dazu auf, das Haus einzumauern, wenn die Pères Blancs in ihm schliefen.
Nach der französischen Besetzung des Wādī Mīzāb im November 1882 wurde er als der führende Kopf des ibaditischen Widerstands für ein paar Tage festgenommen und erneut unter Hausarrest gestellt. Er durfte seinen Wohnort fortan nur mit Erlaubnis des französischen Militärbefehlshabers des Wādī Mīzāb verlassen. Deshalb waren seine Reisemöglichkeiten beschränkt. Allerdings besuchte er auch später noch öfter Orte des Wādī Mīzāb wie Barriyān, wo er einen Garten hatte, und die benachbarten Ortschaften Ghardaia, Malīka, al-ʿAtf und al-Qarāra.
Im Jahre 1902 verbot Atfaiyasch den Ibaditen, ihre Kinder in die Schule zu schicken, weil ihm zu Ohren gekommen war, dass dort die Existenz Gottes verleugnet würde. Außerdem unterstützte er seinen früheren libyschen Schüler Sulaimān al-Bārūnī (1870–1940), der 1907 ins Wādī Mīzāb kam, um Spenden für seine antikoloniale Zeitung al-Asad al-islāmī zu sammeln, und ab 1911 in Libyen den einheimischen Widerstand gegen die italienische Kolonialmacht anführte. Atfaiyasch soll selbst Spenden gesammelt haben, um den Libyern bei ihrem Kampf gegen die Italiener zu helfen.

### Die Tasliya-Affäre
Atfaiyasch tat sich dadurch hervor, dass er in seinen Schriften verschiedene religiöse Praktiken, die er als unrechtmäßige Neuerungen betrachtete, bekämpfte. Hierzu gehörten zum Beispiel das Verhüllen der Hände (satr al-aidī) bei religiösen Zusammenkünften in der Moschee, und das leise Lesen der Sadschda-Verse, damit sich die Zuhörer nicht niederwerfen mussten. Beide Praktiken waren zu seiner Zeit bei den Ibaditen weit verbreitet.
Als Atfaiyasch 1910 während einer Predigt in der Moschee von Beni Izguen erklärte, dass auch nach der Erwähnung des Propheten Mohammed bei der Rezitation des Korans eine laut auszusprechende Tasliya Pflicht sei, kam es im ganzen Wādī Mīzāb zu Unruhen. Die Ibaditen waren bei dieser Frage in zwei Lager gespalten, nämlich in Gegner und Unterstützer von Atfaiyaschs Lehrmeinung. Die französischen Behörden mischten sich in das religiöse Problem ein, um Frieden zwischen den beiden verfeindeten Lagern zu stiften, und erstellten eine detaillierte Dokumentation der Vorgänge. Dabei ergriffen sie Partei gegen Atfaiyasch und erklärten die von ihm propagierte Tasliya bei der Koran-Rezitation für eine Neuerung. Der französische Militärbefehlshaber von Ghardaia sandte am 5. Juni 1910 an alle ibaditischen Qādī im Wādī Mīzāb ein Rundschreiben, in dem er die von Atfaiyasch propagierte zusätzliche Tasliya verbot.
Da Atfaiyasch auf der zusätzlichen Tasliya beharrte, forderte Militärbefehlshaber Ende Juli 1910 die Gelehrten des ʿAzzāba-Rates der mozabitischen Städte dazu auf, eine Lösung für dieses Problem zu finden. Da der ʿAzzāba-Rat in der Angelegenheit gespalten war mit drei Befürwortern und drei Gegnern der Segenssprechung, verbot der französische Militärbefehlshaber die Tasliya während der Koranrezitation in den Moscheen und auf den Friedhöfen. Im Dezember 1910, im September 1911 und im März 1912 kam es in dem Ort al-ʿAtf erneut zu Tumulten zwischen Anhängern und Gegnern der zusätzlichen Segenssprechung. Und Anfang 1913 schrieb einen Beschwerdebrief, in dem er darüber klagte, dass sich die französische Kolonialmacht in diese religiöse Angelegenheit eingemischt hatte, und um Erlaubnis bat, nach Algier zu fahren, um dem französischen Generalgouverneur die Sache zu erklären. Der Streit um die Tasliya hat Atfaiyasch wahrscheinlich bis zu seinem Tod begleitet.

## Tod und Nachkommen
Atfaiyasch starb am 23. Rābīʿ II 1332 (= 21. März 1914), nachdem er wegen acht Tage dauernden Fieber ans Bett gefesselt war. Laut Dabbūz nahmen viele Menschen am Trauerzug teil. Andere Gelehrten und viele seiner Schüler trauerten um seinen Tod.
Atfaiyasch hinterließ eine Tochter sowie acht Söhne. Im Gegensatz zu seinen Söhnen, die nicht als Gelehrte hervortraten, ist sein Neffe Abū Ishāq Ibrāhīm Atfaiyasch als ibaditischer Gelehrter bekannt. Er verbrachte die meiste Zeit seines Lebens in Ägypten, gab dort von 1925 bis 1930 die Zeitschrift al-Minhāǧ („der Weg“) heraus, und verfasste und edierte viele Bücher.

## Werke
Atfaiyasch verfasste   arabische Syntax (naḥw), Geschichte, Logik, Ethik und Dichtung. Die Autoren sind sich über die Gesamtzahl von Atfaiyaschs Werken uneinig. Während manche von einer Zahl von 300 Werken sprechen, meint Dabbūz, dass es über 100 seien. Eine Liste von Atfaiyaschs Werke ist in Martin Custers' Ibaditen-Bibliographie zu finden. Zu seinen wichtigsten Werken gehören:
- Šarḥ Kitāb an-Nīl wa-šifāʾ al-ʿalīl („Erläuterung des Buches: der Nil und die Heilung des Kranken“) ist ein umfassender Kommentar zum Kitāb an-Nīl wa-šifāʾ al-ʿalīl, einem Rechtskompendium des ibaditischen Gelehrten ʿAbd al-ʿAzīz ath-Thamīnī (gest. 1808). Muhammad ʿAlī Dabbūz betrachtet das Buch als eine Enzyklopädie, die ein breites Spektrum verschiedener islamischer Lehrrichtungen (maḏāhib) umfasst. Atfaiyasch verglich in dem Buch die Aussagen früherer Rechtsgelehrter zu bestimmten Rechtsfragen und versuchte dann mit Belegen aus Koran und Sunna die Richtigkeit einer dieser Meinungen aufzuzeigen.[46] Nach Dabbūz steht das Werk im historischen Zusammenhang mit Bestrebungen der französischen Kolonialmacht in Algerien, eine Gruppe von Gelehrten unterschiedlicher Rechtsschulen ein einheitliches islamisches Gesetzbuch verfassen zu lassen. Atfaiyasch soll mit seinem Kommentar darauf abgezielt haben, ein umfangreiches Nachschlagewerk herzustellen, das die Ansichten der islamischen verschiedenen Rechtsschulen umfasst.[46] Die 1973 in 17 Bänden von Dār al-Fatḥ in Beirut veröffentlichte zweite Druckausgabe ist hier als Digitalisat abrufbar.
- Taisīr at-tafsīr („Erleichterung der Exegese“) ist sein wichtigster und letzter Korankommentar. Das Werk liegt in mehreren Ausgaben vor. Die 2004 von Ibrāhīm ibn Muḥammad Ṭalāy u. a. in 17 Bänden edierte und vom Omanischen Ministerium für Erbe und Kultur (Wizārat at-Turāṯ wa-ṯ-ṯaqāfa) veröffentlichte Druckausgabe ist hier als Digitalisat abrufbar.
- Šarḥ ʿAqīdat at-tauḥīd („Erläuterung des Glaubensbekenntnisses des Tauhīd“) ist ebenfalls ein Kommentar zur in der berberischen Sprache verfassten ibaditischen Bekenntnisschrift, die von ʿAmr ibn Dschamaīʿ ins Arabische übersetzt wurde. Das Werk ist auch mit dem Namen ʿAqīdat al-ʿAzzāba bekannt.[47] Die 2001 von Mustafā ibn Nāsir Wīntan edierte und in Ghardaia veröffentlichte Druckausgabe ist hier als Digitalisat abrufbar.
- Kašf al-karb, zweibändige Sammlung der Briefe Atfaiyaschs, vom Omanischen Ministerium für Erbe und Kultur  zwischen 1985 und 1986 herausgegeben. Das Buch ist hier als Digitalisat abrufbar.

## Positionen und Lehren

### Selbstverständnis als Gelehrter
Atfaiyaschs großes Vorbild war der ägyptische Gelehrte Dschalāl ad-Dīn as-Suyūtī. Wie er wollte er ein Mudschaddid des Islam sein, und wie er sah er sich als „absoluten Mudschtahid“ (muǧtahid muṭlaq), bei dem sich die Fähigkeit zum Idschtihād vollendet hat. Nach Ourghi wurde Atfaiyasch auch tatsächlich gegen Ende seines sechsten Lebensjahrzehnts von den meisten Gelehrten als „absoluter Mudschtahid“ anerkannt.
Als Gelehrter wollte Atfaiyasch vor allem durch naṣīḥa, also guten Rat und wohlwollende Ermahnung, wirken. Nasīha bedeutet für ihn aufrichtige Ergebenheit (iḫlāṣ) und Klärung (taṣfiya). Die treue Aufrichtigkeit des Ratgebenden zeige sich darin, dass er seine Mitmenschen auf den Weg der Rechtleitung zu führen beabsichtige. Für Atfaiyasch bedeutet der gute Rat, dass man sich selbst zugunsten der anderen Menschen aufgibt. Die große Bedeutung des guten Rats zeigt sich für Atfaiyasch auch in dem Hadith, wonach Religion aus gutem Rat besteht. Ein wichtiger Aspekt des guten Rats liegt für Atfaiyasch im Gebieten des Rechten und Verbieten des Verwerflichen.

### Position zu Frauenrechten
Atfaiyasch war der Auffassung, dass Frauen ein Recht auf gute Behandlung haben. Dazu gehöre auf Handlungsebene der Beischlaf und die Lebensgemeinschaft mit ihnen, die Zahlung des Lebensunterhalts (nafaqa) und der Kleidung, die Freundlichkeit (bašāša) und dass der Mann sich in gleicher Weise für die Frau schön macht, wie sie sich für ihn schön macht. Auf verbaler Ebene gehörten dazu das Gebieten des Rechten und das Verbieten des Verwerflichen, die Unterrichtung, Erziehung und Begrüßung. Nach Atfaiyaschs Meinung sollten Frauen zu Hause von ihren Männern begrüßt werden. Ohne sie zu begrüßen, solle der Mann kein Haus betreten dürfen.
Frauen, die z. B. Textilien im häuslichen Betrieb herstellen, sollten ihr Haus verlassen dürfen, um ihre Textilprodukte verkaufen und Baumwolle kaufen zu können. Ein Ehemann, der seit zwei Jahren nicht mehr erschienen war, sollte nach seinem Urteil als vermisst gelten, so dass die Ehefrau das Recht hatte, erneut zu heiraten, wenn sie das wollte. Atfaiyasch sprach sich auch gegen die Zwangsverheiratung von Frauen durch ihre Väter aus, die bis dahin bei den Mozabiten wahrscheinlich üblich waren. Eine Frau, die gegen ihren Willen mit einem Mann verheiratet worden war, sollte nicht als seine Ehefrau gelten. Richter sollten an denjenigen verheiraten, den sie selbst als Ehemann gewählt haben.

### Das Verhältnis zu anderen Muslimen: Zwischen Annäherung und Distanz
Atfaiyasch schwankte in seinem Denken zwischen der Betonung ibaditischer Partikularidentität und Panislamismus. Sein großes Interesse an der ibaditischen Gemeinschaft zeigt sich in einem Sendbrief, den er Muhammad ibn Schaichan as-Sālimi (gest. 1892), einem omanischen Gelehrten und Dichter, schrieb. In diesem Sendbrief betonte Atfaiyasch die Bedeutung der Eintracht der ibaditischen Gemeinde, die religiös angesehen eine Pflicht sei. Ebenfalls appellierte er an seine ibaditische Gemeinde, sich gegenseitig zu respektieren und tolerant zu verhalten, um Streiten zu vermeiden. Ein anderes Sendschreiben, das seine panislamische Tendenz zeigt, schickte er Ahmad ibn Mustafā Ibn ʿAlīwa (1872–1934), einem sunnitischen Gelehrten aus Mostaganem. In diesem Sendbrief erstreckt sich Atfaiyaschs Bestreben auf die Einheit mit den Sunniten. Er bringt darin vor, dass es kein Hindernis gebe, eine Einheit zu bilden, die auch Muslime anderer Rechtsschulen umfasse. Die beiden Sendschreiben sind leider nicht datiert. Seine panislamischen Interessen brachten Atfaiyasch auch in Kontakt mit dem osmanischen Sultan Abdülhamid II. (reg. 1876–1909).
Dabei stellt sich allerdings die Frage, inwieweit Atfaiyasch dazu bereit war, mit den Muslimen anderer Glaubensrichten in Bezug auf die Unterschiede bei den Einzelheiten der Religion (furūʿ ad-dīn) Nachsicht zu üben, um Brücken zu schlagen, denn in einem anderen Sendbrief an Ibn ʿAlīwa erklärt er zum Beispiel, dass die Ibaditen hinter den Sunniten nicht beten dürfen, und begründete das damit, dass die sunnitischen Imame Sünden begingen, indem sie beispielsweise rauchen oder die Basmala vor der Fātiha weglassen. Atfaiyasch meinte, dass die sunnitischen Imame damit von der Scharia abwichen. Im Gegensatz zu anderen ibaditischen Gelehrten, wie z. B. ath-Thamīnī, hatte Atfaiyasch aber nichts gegen eine gemischte Ehe zwischen einer ibaditischen Frau und einem sunnitischen Mann. Ihm zufolge konnte diese Form von Ehen sogar der Annäherung zwischen Ibaditen und Sunniten dienen.

## Rezeption

### Atfaiyasch als Qutb
Atfaiyasch ist unter den heutigen Ibaditen als Qutb („Pol“) bekannt. Dieser Beiname soll von dem omanischen Gelehrten ʿAbdallāh ibn Humaid as-Sālimī (ca. 1869–1914) herrühren, der ihn als quṭb al-aʾimma („Pol der Imame“) bezeichnet hatte. Dieser Beiname weist darauf hin, dass bis heute von den Ibaditen als religiöse Instanz angesehen wird, umfasst jedoch nicht die sufische Bedeutung des Begriffs. Nach Ibrāhīm Abū l-Yaqzān (gest. 1973), einem von Atfaiyaschs Schülern, hat Atfaiyasch den Beinamen („Pol“) verdient, weil die Gelehrten sowohl im Maschrek als auch im Maghreb gleichsam wie Planeten seien, die um diesen Himmelspol in seinem weiten Himmelsgewölbe schwebten.

### Atfaiyasch als Repräsentant der ibaditischen Reformbewegung
Allgemein wird Atfaiyasch als Repräsentant einer ibaditischen Reformbewegung in Algerien wahrgenommen, die schon mit den Gelehrten Abū Zakarīyā Yahyā ibn Sālih al-Afdalī (1714–1788) und seinem Schüler ʿAbd al-ʿAzīz ath-Thamīnī (1717–1808) begann. Mustafā ibn Nāsir Wīntan meint, dass zu seiner Zeit weithin Unwissenheit und blinde Nachahmung (Taqlīd) in der Gesellschaft herrschten und diese Atfaiyasch zu der Überzeugung geführt hätten, dass eine soziale und religiöse Reform unumgänglich ist, die die Muslime wieder zu den echten Grundsätzen der Lehre des Islams bringt. Eine ähnliche Auffassung vertritt auch Abdel-Hakim Ourghi. Nach ihm ist die Reformbewegung, der Atfaiyasch angehört durch Versuche gekennzeichnet, Privatschulen zu gründen, das ibaditische Erbe einfacher darzustellen, durch Predigten gegen unerlaubte Neuerungen in ihrer Gemeinde zu bekämpfen und ihre Gedanken durch Briefwechsel mit anderen Gelehrten auszutauschen. Dabei hebt Ourghi auch hervor, dass Atfaiyasch der erste ibaditische Gelehrte war, der den Begriff Islāh verwendete, der allgemein mit „Reform“ übersetzt wird.